# Bermoll
Bermoll ist ein Stadtteil von Aßlar im mittelhessischen Lahn-Dill-Kreis. Mit etwa 230 Einwohnern ist Bermoll der kleinste Stadtteil. Die Gemarkung hat eine Größe von 430 ha, davon 263 ha Wald.

## Geografie
Bermoll liegt etwa 10 km von der Kernstadt Aßlar entfernt in einer kleinen Mulde am oberen Ausläufer des Lemptales. Im Süden des Gladenbacher Berglandes gelegen, grenzt es an die benachbarte Hörre. In der Gemarkung entspringen der 1,8 Kilometer lange Bermoller Bach sowie die 2,9 Kilometer lange Westerlemp, die beide in die Lemp münden.
Etwa zwei Kilometer nördlich liegt Altenkirchen. Östlich schließt sich, ebenfalls rund zwei Kilometer entfernt,  Großaltenstädten an (beide zur Gemeinde Hohenahr gehörig). Im Süden liegt zwei Kilometer entfernt Oberlemp (Stadt Aßlar). Im Südwesten grenzt die Bermoller Gemarkung an Niederlemp und Dreisbach (Gemeinde Ehringshausen). Im Nordwesten liegt, ebenfalls ca. zwei Kilometer entfernt, Bellersdorf (Gemeinde Mittenaar).
Die höchsten Erhebungen der Gemarkung sind der Wehrberg (Wirrwisch) mit 366 und der Römberg mit 390 m.
Der Ort ist durch die Landesstraßen 3052 und 3376 an das Verkehrsnetz angebunden. Seit 1985 besteht eine Ortsumgehung.

## Geschichte

### Ortsgeschichte
Am Wehrberg entdeckte Hügelgräber lassen vermuten, dass schon während der Mittelstufe der Urnenfelderzeit Menschen hier siedelten.
In fränkischer Zeit gehörte das Gemarkungsgebiet zum Erdehe-Gau (Erda). Von einem Dorf selbst ist zu jener Zeit noch nicht die Rede. Die bekannte urkundliche Ersterwähnung als Berenbuele erfolgte erst 1277 in einer Urkunde der Grafschaft Solms. Bei der Teilung der Grafschaft in die Linien Solms-Braunfels und Solms-Lich in den Jahren 1432 und 1436 fiel Bermoll, das damals als Bernboel bezeichnet wurde, an Solms–Lich und wurde dem Amt Hohensolms zugeordnet.
Während der Pest 1517–1519 flüchteten die letzten drei Bewohner des etwa zehn Gehöfte zählenden Nachbarortes Hulzscherbach oder Hultzersbach nach Bermoll. Die Ländereien von Hulzscherbach fielen an Bermoll, was allerdings  zu Auseinandersetzungen mit den Nachbargemeinden Niederlemp und Dreisbach geführt haben soll.
Kirchlich gehörte Bermoll seit dem Mittelalter ununterbrochen zum Kirchspiel Altenkirchen. Auf dem sogenannten Justeplatz wurde zu einem unbekannten Zeitpunkt eine Filialkapelle mit einer Gemeindeuhr errichtet. Im 16. Jahrhundert wurde im Rahmen der Reformation das evangelisch-lutherische Bekenntnis eingeführt. 1606 wechselte die Kirchengemeinde zum reformierten Bekenntnis und kehrte 1624 zum lutherischen zurück. Unter dem Einfluss Hessen-Darmstadts blieb dies, trotz diverser Bekenntniswechsel der eigentlichen Landesherren in Hohensolms, unangetastet.
Schon Mitte des 17. Jahrhunderts gab es eine eigene Schule. Der Bermoller Lehrer war gleichzeitig auch für die Kinder von Oberlemp zuständig. Für das späte 18. Jahrhundert ist überliefert, dass der Schulunterricht damals gemeinsam mit den Kindern aus Oberlemp über dem Backhaus gehalten wurde. 1839 kaufte die Gemeinde dann ein Haus in der Dorfmitte, das zur Schule umgebaut wurde. In diesem befand sich auch eine Lehrerwohnung. 1927 baute man am Ortsausgang Richtung Altenkirchen eine neue Schule. Hier fand der Unterricht bis 1965 statt. Seit dieser Zeit gehen die meisten Schüler in die Grund- und Gesamtschule nach Aßlar.
Während des Dreißigjährigen Krieges waren in Bermoll u. a. spanische, schwedische, kaiserliche und hessische Truppen einquartiert, die raubten und plünderten. Von den ohnehin wenigen Einwohnern waren in den 1630er Jahren nur noch zwei übrig.
Im Siebenjährigen Krieg plünderten französische Truppen weite Teile der Region, darunter auch Bermoll, wie einer Gemeinderechnung von 1761 zu entnehmen ist.
1813 durchquerten Teile von Napoleons geschlagener Armee auf dem Rückzug aus Russland die Gegend. Ihnen folgten russische Truppen, die u. a. an der alten Linde am Ortsrand lagerten.
Zu der frühneuzeitlichen Infrastruktur gehörte ein bereits 1728 belegtes Gemeindebrauhaus am Ortseingang von Oberlemp her kommend, das bis 1847 genutzt wurde.
Schon 1727 werden in den Gemeinderechnungen Röhrenbrunnen erwähnt. Eine Wasserleitung erhielt der Ort 1921.
Am 16. Dezember 1922 erfolgte der Anschluss an das öffentliche Stromnetz.
1806 kam Bermoll für kurze Zeit an Nassau, bevor es 1816 mit der Neuordnung infolge des Wiener Kongresses preußisch wurde. Es gehörte fortan zur preußischen Amtsbürgermeisterei Hohensolms im Landkreis Wetzlar.
Der Friedhof wurde 1841 angelegt und am 9. Mai desselben Jahres feierlich eingeweiht.
1934 erlangte der Ort nach Auflösung der Amtsbürgermeistereien im Kreis seine Selbstständigkeit.
Als am 27. März 1945 eine lange Wagenkolonne der deutschen Wehrmacht das Dorf auf ihrem Rückzug vor den nachrückenden US-Truppen in Richtung Großaltenstädten durchquerte, kam es zu schweren Luftangriffen durch Tiefflieger, bei denen zahlreiche Soldaten getötet wurden und im Dorf an verschiedenen Stellen Brände ausbrachen. Dabei brannten ein Haus und eine Scheune ab. Reste ausgebrannter Militärfahrzeuge waren noch lange danach in der Gemarkung zu sehen.
Hessische Gebietsreform (1970–1977)
Im Zuge der Gebietsreform in Hessen wurde die bis dahin selbständige Gemeinde Bermoll zum 31. Dezember 1971 mit weiteren Orten auf freiwilliger Basis in die Gemeinde Aßlar eingegliedert. Damit wurde die über Jahrhunderte gewachsene historische Zugehörigkeit zu dem nördlich angrenzenden Gebiet, dessen Ortschaften überwiegend in der neugegründeten Gemeinde Hohenahr aufgingen, beendet. Im November 1978 erhielt Aßlar das Recht, die Bezeichnung Stadt zu führen. Für Bermoll wurde wie für alle Ortsteile von Aßlar ein Ortsbezirk eingerichtet.

### Verwaltungsgeschichte im Überblick
Die folgende Liste zeigt die Staaten und Verwaltungseinheiten, denen Bermoll angehört(e):
- vor 1351: Heiliges Römisches Reich, Haus Solms (Gemeinsamer Besitz der Linien Solms-Braunfels, Solms-Burgsolms und Solms-Königsberg)
- ab 1351: Heiliges Römisches Reich, Grafschaften Solms-Braunfels, Solms-Burgsolms und Landgrafschaft Hessen
- ab 1415: Heiliges Römisches Reich, Grafschaft Solms-Braunfels und Landgrafschaft Hessen, Gemeinschaftliches Amt Hohensolms und Königsberg
- ab 1432: Heiliges Römisches Reich, Grafschaft Solms-Lich in verschiedenen Teilungskonstellationen und Landgrafschaft Hessen, Gemeinschaftliches Amt Hohensolms und Königsberg
- 1567–1604: Heiliges Römisches Reich, Grafschaft Solms-Lich in verschiedenen Teilungskonstellationen und Landgrafschaft Hessen-Marburg, Gemeinschaftliches Amt Hohensolms und Königsberg[8]
- 1604–1648: hessischer Anteil strittig zwischen Landgrafschaft Hessen-Darmstadt und Landgrafschaft Hessen-Kassel (Hessenkrieg)
- ab 1614: Heiliges Römisches Reich, Landgrafschaft Hessen(-Darmstadt) (4/8), Grafschaften Solms-Hohensolms (3/8) und Solms-Lich (1/8), Gemeinschaftsamt Hohensolms und Königsberg
- ab 1629: Heiliges Römisches Reich, Grafschaft Solms-Hohensolms (3/4) und Grafschaft Solms-Lich (1/4), Amt Hohensolms[9]
- ab 1718: Heiliges Römisches Reich, Grafschaft Solms-Hohensolms-Lich, Amt Hohensolms
- ab 1792: Heiliges Römisches Reich, Fürstentum Solms-Hohensolms-Lich, Amt Hohensolms
- ab 1806: Herzogtum Nassau,[Anm. 2] Amt Hohensolms[Anm. 3]
- ab 1816: Königreich Preußen,[Anm. 4] Provinz Großherzogtum Niederrhein, Regierungsbezirk Koblenz, Kreis Braunfels, Amtsbürgermeisterei Hohensolms
- ab 1822: Königreich Preußen, Rheinprovinz, Regierungsbezirk Koblenz, Kreis Wetzlar, Amtsbürgermeisterei Hohensolms[Anm. 5]
- ab 1866: Norddeutscher Bund, Königreich Preußen, Rheinprovinz, Regierungsbezirk Koblenz, Kreis Wetzlar, Amtsbürgermeisterei Hohensolms
- ab 1871: Deutsches Reich, Königreich Preußen, Rheinprovinz, Regierungsbezirk Koblenz, Kreis Wetzlar, Amtsbürgermeisterei Hohensolms
- ab 1918: Deutsches Reich, Freistaat Preußen, Rheinprovinz, Regierungsbezirk Koblenz, Kreis Wetzlar, Amtsbürgermeisterei Hohensolms
- ab 1932: Deutsches Reich, Freistaat Preußen, Provinz Hessen-Nassau, Regierungsbezirk Wiesbaden, Kreis Wetzlar
- ab 1944: Deutsches Reich, Freistaat Preußen, Provinz Nassau, Kreis Wetzlar
- ab 1945: Amerikanische Besatzungszone,[Anm. 6] Groß-Hessen, Regierungsbezirk Wiesbaden, Kreis Wetzlar
- ab 1946: Amerikanische Besatzungszone, Hessen, Regierungsbezirk Wiesbaden, Kreis Wetzlar
- ab 1949: Bundesrepublik Deutschland, Hessen, Regierungsbezirk Wiesbaden, Kreis Wetzlar
- ab 1968: Bundesrepublik Deutschland, Hessen, Regierungsbezirk Darmstadt, Kreis Wetzlar
- ab 1972: Bundesrepublik Deutschland, Hessen, Regierungsbezirk Darmstadt, Kreis Wetzlar, Gemeinde Aßlar
- ab 1977: Bundesrepublik Deutschland, Hessen, Regierungsbezirk Darmstadt, Lahn-Dill-Kreis, Stadt Aßlar
- ab 1981: Bundesrepublik Deutschland, Hessen, Regierungsbezirk Gießen, Lahn-Dill-Kreis, Stadt Aßlar

## Bevölkerung

### Einwohnerstruktur 2011
Nach den Erhebungen des Zensus 2011 lebten am Stichtag dem 9. Mai 2011 in Bermoll 284 Einwohner. Darunter waren 6 (2,1 %) Ausländer.
Nach dem Lebensalter waren 51 Einwohner unter 18 Jahren, 104 zwischen 18 und 49, 72 zwischen 50 und 64 und 39 Einwohner waren älter.
Die Einwohner lebten in 102 Haushalten. Davon waren 27 Singlehaushalte, 27 Paare ohne Kinder und 42 Paare mit Kindern, sowie 6 Alleinerziehende und 3 Wohngemeinschaften. In 18 Haushalten lebten ausschließlich Senioren und in 72 Haushaltungen lebten keine Senioren.

### Einwohnerentwicklung
| Bermoll: Einwohnerzahlen von 1834 bis 2020 | Bermoll: Einwohnerzahlen von 1834 bis 2020 | Bermoll: Einwohnerzahlen von 1834 bis 2020 | Bermoll: Einwohnerzahlen von 1834 bis 2020 | Bermoll: Einwohnerzahlen von 1834 bis 2020 |
| --- | ------------------------------------------ | ------------------------------------------ | ------------------------------------------ | ------------------------------------------ |
| Jahr |                                            |                                            |                                            | Einwohner                                  |
| 1834 | 1834                                       |                                            | 171                                        | 171                                        |
| 1840 | 1840                                       |                                            | 163                                        | 163                                        |
| 1846 | 1846                                       |                                            | 170                                        | 170                                        |
| 1852 | 1852                                       |                                            | 175                                        | 175                                        |
| 1858 | 1858                                       |                                            | 172                                        | 172                                        |
| 1864 | 1864                                       |                                            | 160                                        | 160                                        |
| 1871 | 1871                                       |                                            | 161                                        | 161                                        |
| 1875 | 1875                                       |                                            | 172                                        | 172                                        |
| 1885 | 1885                                       |                                            | 149                                        | 149                                        |
| 1895 | 1895                                       |                                            | 149                                        | 149                                        |
| 1905 | 1905                                       |                                            | 149                                        | 149                                        |
| 1910 | 1910                                       |                                            | 147                                        | 147                                        |
| 1925 | 1925                                       |                                            | 150                                        | 150                                        |
| 1939 | 1939                                       |                                            | 141                                        | 141                                        |
| 1946 | 1946                                       |                                            | 226                                        | 226                                        |
| 1950 | 1950                                       |                                            | 199                                        | 199                                        |
| 1956 | 1956                                       |                                            | 191                                        | 191                                        |
| 1961 | 1961                                       |                                            | 160                                        | 160                                        |
| 1967 | 1967                                       |                                            | 161                                        | 161                                        |
| 1970 | 1970                                       |                                            | 166                                        | 166                                        |
| 1980 | 1980                                       |                                            | ?                                          | ?                                          |
| 1990 | 1990                                       |                                            | ?                                          | ?                                          |
| 2000 | 2000                                       |                                            | ?                                          | ?                                          |
| 2011 | 2011                                       |                                            | 264                                        | 264                                        |
| 2015 | 2015                                       |                                            | 244                                        | 244                                        |
| 2020 | 2020                                       |                                            | 236                                        | 236                                        |
| Datenquelle: Historisches Gemeindeverzeichnis für Hessen: Die Bevölkerung der Gemeinden 1834 bis 1967. Wiesbaden: Hessisches Statistisches Landesamt, 1968. Weitere Quellen: LAGIS; Zensus 2011; nach 2011 – Stadt Aßlar: 2015, 2020 |                                            |                                            |                                            |                                            |

### Historische Religionszugehörigkeit
| 1834: | 171 evangelische (= 100 %) Einwohner                                |
| 1961: | 160 evangelische (= 93,12 %) und 11(= 6,88 %) katholische Einwohner |

## Politik
Für Bermoll besteht ein Ortsbezirk (Gebiete der ehemaligen Gemeinde Bermoll) mit Ortsbeirat und Ortsvorsteher nach der Hessischen Gemeindeordnung.
Der Ortsbeirat besteht aus drei Mitgliedern. Bei den Kommunalwahlen in Hessen 2021 betrug die Wahlbeteiligung zum Ortsbeirat 59,39 %. Dabei wurden gewählt: zwei Mitglieder der CDU und ein Mitglied der SPD. Der Ortsbeirat wählte Nicklas Kniese (FWG) zum Ortsvorsteher.

## Kultur und Sehenswürdigkeiten

### Regelmäßige Veranstaltungen
Auf einem jetzt als „Dorfacker“ bezeichneten Feld zelten die „Lemper Saubuwwe“ jährlich zu Pfingsten.

### Historische Einblicke
- Heimatgeschichtlicher Rundwanderweg um den Wehrberg mit den Hügelgräber aus der Mittelstufe der Urnenfelderzeit.
- Reste von frühzeitlichen Waldschmieden. Hier wurde mit Hilfe von Rennfeueröfen Erz verhüttet. Die verbliebenen Schlackereste wurden in den 1920er Jahren nach Wetzlar zur Wiederverhüttung gebracht. Der Erlös wurde für den Bau der Wasserleitungen verwandt.
- Reste frühzeitlicher Ackerterrassen Richtung Oberlemp (Heute bewaldet).

### Naturdenkmal
„1000-jährige Linde“ mit einem durchschnittlichen Stammumfang von 9,5 m am Ortsrand (Am 1. August 1958 durch einen Biltz gespalten)

### Bauwerke

#### Kirche

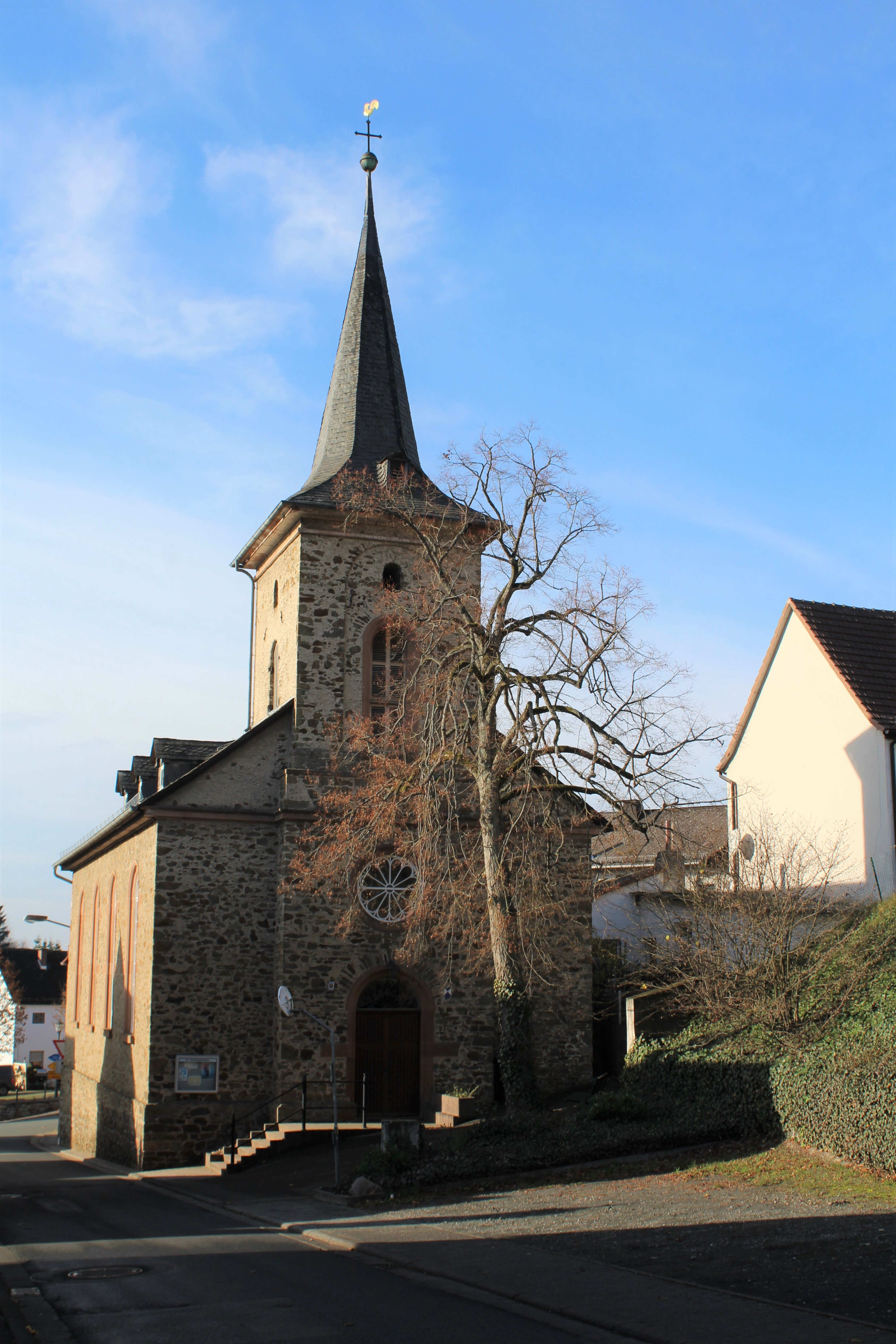
Evangelische Kirche Bermoll

Die heutige steinschichtige Saalkirche wurde von 1846 bis 1847 nach Plänen des Kreisbaumeisters Friedrich Wagenführ in Wetzlar von dem Maurermeister Konrad Algeier aus Blasbach errichtet. Die großen Rundbogenfenster sind symmetrisch gegliedert. Bestimmend für den flach gedeckten, hellen Innenraum sind die dreiseitige Empore auf kannelierten dorischen Säulen sowie die Kanzel an der westlichen Schmalseite. Zwischen zwei Treppenhäusern befindet sich der Kirchturm mit Spitzhelm. 1956 löste eine neue, die erste aus dem Jahr 1879 ab. Vor der Kirche befindet sich die 1913 gepflanzte „Kaiser-Wilhelm-Linde“.

#### Ehrenmal
Am 17. Juli 1921 wurde der Ehrenfriedhof mit einem Gedenkstein für die 10 Bermoller Gefallenen des Ersten Weltkriegs eingeweiht. Für jeden Toten wurde eine Linde gepflanzt. Am 14. November 1965 erweiterte man dieses mit Gedenktafeln für die Opfer des Ersten und Zweiten Weltkrieges.

#### Viehhof
Am Ortsausgang nach Großaltenstädten liegt der sogenannte „Viehhof“, am „Rennweg“ gelegen, welcher von Leipzig über Amöneburg nach Köln führte. Er diente schon sehr früh als Rast- und Ausspannhof. In den Gebäuden waren Wirtschaft, Übernachtungslokal und die ortsansässige Schnapsbrennerei untergebracht.

## Wirtschaft und Infrastruktur
Im Ort befinden sich mehrere Handwerksbetriebe. Die letzte Gastwirtschaft, die „Poststation“, schloss am 31. Dezember 1973, ein Lebensmittelgeschäft 1989.